# Kanjira

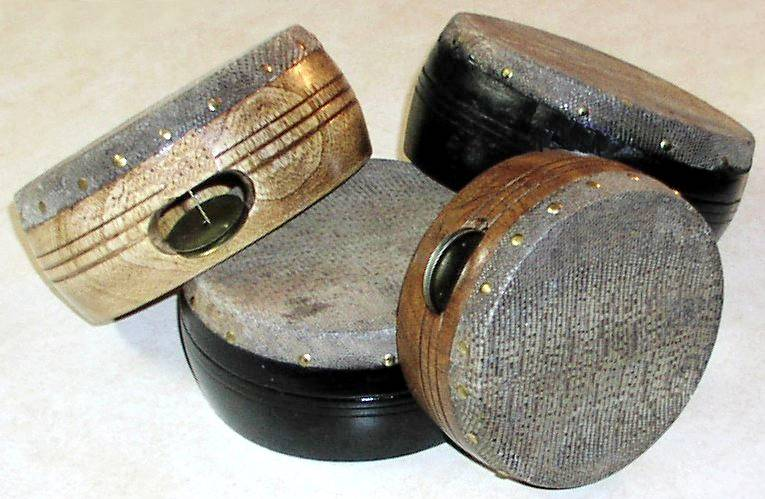
Kanjira

Kanjira (malajalam: ഗഞ്ചിറ) – południowoindyjski instrument perkusyjny należący do rodziny tamburynów. Wykorzystywany zwłaszcza podczas koncertów klasycznej muzyki indyjskiej w stylu tzw. karnatackim, jako instrument wspierający mridangam.